# Hippasa hansae
Hippasa hansae är en spindelart som beskrevs av Gajbe 1999. Hippasa hansae ingår i släktet Hippasa och familjen vargspindlar. Inga underarter finns listade i Catalogue of Life.